# Шарифф, Мохаммед
Мохаммед Шарифф (англ. Mohammad Sharif; 1 июля 1920 — 27 апреля 2020) — пакистанский военачальник, адмирал.

## Биография
В 1936 году поступил на службу в Королевские ВМС Британской Индии в качестве моряка и специалиста в области связи. Во время Второй мировой войны участвовал в боевых действий в Атлантическом океане. После раздела Британской Индии — в ВМС Пакистана, участвовал в активных боевых действиях во время двух индо-пакистанских войн (1965 и 1971 года, подписал капитуляцию).
В 1975 году был назначен на должность начальника штаба ВМС Пакистана, в воинском звании вице-адмирала. В 1976 году он стал первым в истории пакистанским адмиралом. В 1986 году, после выхода на пенсию, занимал должность председателя Федеральной Комиссии по государственной службе.
В сентябре 2010 года опубликовал свои мемуары — «Дневник адмирала», в которых изложил причины поражения Пакистана в третьей индо-пакистанской войне.
Ушёл из жизни 27 апреля 2020 года.